# غرب أوكرانيا
غرب أوكرانيا أو أوكرانيا الغربية (بالأوكرانية: Західна Україна، نح: زاخيدنا أوكراينا) مصطلح جغرافي وتاريخي نسبي يُستخدم للإشارة إلى المناطق الواقعة غرب أوكرانيا ويضم داخل حدوده العديد من المدن الهامة، منها؛ لفيف، وتشيرنيفتسي، وأوجغورود، ولوتسك، وإيفانو-فرانكيفسك، وروفنو، وترنوبل، وخوتين، وهاليتش، ولا غرب أوكرانيا ليس قسمًا سياسيًا داخل أوكرانيا، ويُشار إليه فقط من جانب المؤرخين الأوروبيين في سياق الحديث عن النزاعات العسكرية التي دارت خلال القرن العشرين وما تلاها من انتزاع للأراضي وتغييرات حدودية لدول المنطقة، ومع ذلك، فالحدود السياسية والتقسيمات الإدارية للأوبلاستات الواقعة داخل الحدود الجغرافية للمنطقة تتفق مع الحدود التقسيمات الإدراية داخل الجمهورية البولندية الثانية قبيل غزو بولندا إبان الحرب العالمية الثانية عام 1939، وضم الاتحاد السوفيتي لأراضي غرب أوكرانيا لحدود جمهورية أوكرانيا السوفيتية الاشتراكية، وبخلاف باقي الأراضي الأوكرانية، فغرب أوكرانيا لم يتبع أبدًا الإمبراطورية الروسية أو يقع ضمن حدودها خلال أي فترة تاريخية.

## مصطلحات تاريخية
ارتبط مصطلح غرب أوكرانيا بالمناطق والأقاليم التاريخية والكيانات السياسية التالية:
- غاليسيا، وتُعرف أيضًا باسم هاليتشيانا
- جمهورية غرب أوكرانيا الشعبية، كيان سياسي ظل قائمًا فيما بين عامي 1918 و1919
- أوكرانيا الكارباتية، دولة لم يُعترف بها، قامت وزالت عام 1939
- المصطلح البولندي، كريسي، الذي استُخدم للإشارة إلى المناطق الحدودية البولندية وتضمّن كذلك منطقة غرب بيلاروسيا
- مملكة غاليسيا ولودوميريا
- روثينيا الحمراء
- الحكومة العامة لغاليسيا وبوكوفينا
- تينوتول سوتشافا (مملكة رومانيا)

كما ضم غرب أوكرانيا العديد من المناطق الأخرى، مثل؛ روثينيا الكارباتية، وفولينيا، وهاليتشيانا (بريكارباتيا وبوكوتيا)، وبوكوفينا، وبوليسيا وبودوليا.

## المناطق
| المنطقة                  | السكان (بالألاف) | المنطقة داخل الجمهورية البولندية الثانية (1918-1939) | السكان (بالألاف) | المساحة (كم2) |
| ------------------------ | ---------------- | ---------------------------------------------------- | ---------------- | ------------- |
| تشيرنيفتسي أوبلاست       | 922.8            | مملكة رومانيا (أنظر الخريطة)                         |                  | 8,097         |
| إيفانو فرانكيفسك أوبلاست | 1,409.8          | فويفودة ستانيسلافوف                                  | 1,480.3          | 13,900        |
| خملنيتسكي أوبلاست        | 1,430.8          | ضمن أراضي الاتحاد السوفيتي منذ معاهدة ريغا عام 1921  |                  | 20,645        |
| لفيف أوبلاست             | 2,626.5          | فويفودة لفوف (شمالًا وشرقًا)                           | 3,126.3 إجمالًا   | 21,833        |
| ريفنا أوبلاست            | 1,173.3          | مقاطعات روفن وكوستوبول وسارني                        | 593.7            | 20,047        |
| تيرنوبل أوبلاست          | 1,142.4          | تارنوبولسكي                                          | 1,533.5          | 13,823        |
| فولين أوبلاست            | 1,060.7          | فولينسكي (النصف الغربي)                              | 2,085.6 إجمالًا   | 20,144        |
| زاكارباتيا أوبلاست       | 1,258.3          | روثينيا الكارباتية                                   |                  | 12,777        |
| المجموع                  | 11,024.6         |                                                      |                  | 131,266       |

جدير بالذكر أن منطقة غرب أوكرانيا هي الوحيدة التي تضم مقاطعات تحمل أسماء تاريخية، على عكس باقي المقاطعات الأوكرانية التي سُمًيت نسبة إلى مراكزها الإدارية.

## غرب أوكرانيا في أعقاب الحرب العالمية الأولى
في أعقاب الحرب الأوكرانية السوفيتية وما تلاها من توقيع لمعاهدة ريغا عام 1921، قُسّم غرب أوكرانيا بين بولندا والمجر وتشيكوسلوفاكيا، في حين بسط الاتحاد السوفيتي سيطرته على ما تبقّى من أراضي جمهورية أوكرانيا الشعبية التي ابتلعتها جمهورية أوكرانيا السوفيتية الاشتراكية ونقل العاصمة إلى كييف بعدما كانت خاركيف عاصمة البلاد، واستمرت أغلب أراضي غرب أوكرانيا تحت السيطرة البولندية حتى اندلاع الحرب العالمية الثانية، في الوقت الذي وقعت فيه أراضي بوكوفينا وأوكرانيا الكارباتية تحت سيطرة مملكة رومانيا وتشيكوسلوفاكيا بالترتيب.
وبعد نشوب الحرب العالمية الثانية، وقع غرب أوكرانيا كاملًا تحت السيطرة السوفيتية، الذي ضم الأراضي التي احتلها حديثة لأراضي جمهورية أوكرانيا السوفيتية الاشتراكية والمجر، حتى الاجتياح النازي للأراضي السوفيتية، ليقع غرب أوكرانيا تحت سيطرة ألمانيا النازية والتي ضمت أراضيه لأراضي الحكومة العامة، في حين ضُمًت الأجزاء الشمالية لغرب أوكرانيا، وتحديدًا فولينيا لأراضي رايخكوميساريات أوكرانيا، في حين بقت بوكوفينا تحت السيطرة الرومانية.
ومع انتهاء الحرب، ضم الاتحاد السوفيتي كافة أراضي غرب أوكرانيا مرة أخرى لأراضي جمهورية أوكرانيا السوفيتية الاشتراكية في مايو من عام 1945.

## طالع أيضًا
- شرق أوكرانيا
- وسط أوكرانيا
- غرب بيلاروسيا

## الملاحظات
1. ↑  تًعد أحيانًا جزءًا من وسط أوكرانيا، حيث تقع أغلب مساحتها في بودوليا الغربية.